# Sidi Eli II Ould Ahmeddou I
Sidi Eli Ould Ahmeddou (mort en 1893) fou un emir de Brakna. Va pujar al tron sense oposició el desembre de 1858 quan va assassinar al seu predecessor Mohammed Sidi Ould Mohammed. Era fill d'Ahmeddou I Ould Sidi Eli, mort el 1841, però no va poder pujar aleshores al tron per ser massa jove. La seva mare era membre dels Oulad Siyed.
El 1851 ja en edat, es va oposar a la proclamació de Mohammed Sidi amb el suport de part dels Oulad Siyed i dels Oulad Normach. La resta dels Oulad Siyed i els Oulad Ahmed van donar suport a Mohammed Sidi, que comptava amb el suport decisiu de Mohammed Al-Habib de Trarza.
Els francesos afavorien a Sidi Eli II i l'abril de 1853, aprofitant una disputa entre Mohammed Sidi i Mohammed Al-Habib, aquest va proclamar emir al jove Sidi Eli II, amb el suport del seu oncle (per aliança) Ahmed Leïgat, i després de l'assassinat d'aquest pels que havien estat els seus seguidors, i el suport de fet també de França. Mohammed Sidi va perdre els seus suports i només va seguir al seu costat el cap d'una fracció dels Oulad Siyed, Mokhtar Ould Amar; Mohammed Said aviat va haver de fugir cap a l'Adrar i Sidi Mborika, fill de Mohammed Al-Habib, el va perseguir sense èxit. Sidi Eli va poder cobrar els drets de duanes a l'escala del Coq. Però quan Mohammed Al-Habib va tornar a Trarza, Mohammed Sidi va tornar a Brakna i va reprendre la lluita; els marabuts van aconseguir un acord de pau provisional pel qual Muhammad Sidi conservava el seu títol i restablia la seva anterior aliança amb Mohammed Al-Habib. Sidi Eli conservava el comandament d'algunes tribus.
Les hostilitats entre els dos caps van reprendre el 1854. La política activa del nou governador Louis Faidherbe als afers maures, el va portar des de finals de l'any 1855 a prendre partit per Sidi Eli, que estava recomanat pels caps tuculors de Podor, contre Mohammed Sidi, aliat de Trarza. Faidherbe va imposar l'ajut dels caps tuculors del Toro amics de França i va recomanar al pretendent establir-se prop de Podor, mentre preparava un atac francès als trarzes. Però Mohammed Al-Habib va respondre al governador amb la convocatòria a començaments del 1856 d'una conferència general a Tindaouja sota els auspicis del gran Cheikh Sidïa, on es va arribar a una reconciliació general entre l'emir de Trarza, l'emir d'Adrar i els diferents caps; a la conferència va assistir l'emir de Brakna, Mohammed Sidi, que va donar el seu acord a la coalició maure contra la influència francesa; Sidi Eli II no hi fou convocat i va ser considerat aleshores com el titella dels francesos.
Faidherbe va passar a l'ofensiva. Par una proclamació de 9 de febrer de 1856 va prohibir tota comunicació amb els braknes aliats de Mohammed Al-Habib i va atacar a aquest emir, al mateix temps que provava de dividir els braknes perquè sortissin de l'aliança amb Trarza. Mohammed Sidi en aquell moment estava davant Podor amenaçant a Sidi Eli II; Faidherbe va instal·lar un campament a Koundy, a una llegua al nord de Podor, on va establir una guarnició d'un batalló d'infanteria i d'una secció d'artilleria; des d'aquest campament les tropes podrien fer incursions durant anys contra Trarza i Brakna. A finals de març de 1856 Faidherbe va anar a Koundy on es va trobar amb Sidi Eli, i va posar les tropes franceses del campament al servei del pretendent contra Mohammed Sidi; diverses incursions quasi sempre favorables als francesos, van fer pujar el prestigi i autoritat de Sidi Eli II. En aquests conflictes els Guedala, els Id Eïlik i els Tanak van perdre 4000 cabres, alguns bous i un cert nombre d'homes incloent al fill del xeic dels tanaks, i es van fer alguns presoners que foren portats a Podor on estava Sidi Eli II.
El juny de 1856, per acabar amb la situació, es va decidir atacar el campament de Mbamam, on estava Mohammed Sidi, que estava defensat pels Oulad Ahmed; però el comandant de Podor encarregat de l'operació, no va rebre el suport acordat de Sidi Eli i va fracassar. Es diu que Sidi Eli recriminava als francesos que anteriorment l'havien ajudat i després abandonat diverses vegades per acabar fent la pau amb Mohammed Al-Habib. Després d'aquest atac fracassat, Mohammed Sidi, inquiet, es va retirar al nord, i es va reunir amb el seu aliat Mohammed Al-Habib de Trarza.
L'any següent (1857) van retornar les hostilitats. Mohammed Sidi va anar al Futa Toro on va trobar molts suports contra França; també va participar en totes les lluites dels trarzes contra els francesos; els Oulad Ahmed, que li donaven suport (junt amb una part dels Oulad Siyed, els Oulad Normach, els Oulad Eli i els Touabir), van atacar a les forces de Sidi Eli II sense gaire èxit. Dins els Id Ou Aïch, Sidi Eli II tenia el suport dels Chratit i el seu rival el dels Abakak. Mohammed Sidi acompanyat de Sidi (fill de Mohammad Al-Habib) va anar a demanar el suport de l'emir Bakkar dels Id Ou Aïch. Els noms dels principals combats d'aquests anys (1855 a 1858) foren: Morliyet, Foni, Lefar, Mbargou (per sobre de Kaédi), Diabdiola, Djiguéti Monadji (a l'Oued), i Kindelak (al nord-est del llac Rokiz).
Bakkar dels Id Ou Aïch havia signat un tractat amb França i estava cansat de la guerra. Va influir en els Oulad Ahmed en aquest sentit, i aquests es van aliar als Oulad Dâman, un grup dels trarza, que també volien abandonar la guerra i van emigrar cap a l'est abandonant a Mohammed Sidi. Així aquest perdia la principal força de combat i va demanar a Mohammed Al-Habib que els fes tornar a la seva obediència; Mohammed Al-Habib i Mohammed Sidi van marxar contra els Oulad Ahmed i els Oulad Dâman; els primera van sorprendre de nit a les forces dels dos emirs i van matar a Mokhtar ould Omar, cap de la part dels Oulad Siyed que donaven suport a Mohammed Sidi, així com a diversos guerrers d'aquest, i van fer presoners a alguns trarza que van torturar i van reenviar després a Mohammed Al-Habib.
Els dos emirs van haver de demanar la pau. Els trarza la van signar el maig de 1858 i els brakna s'hi van afegir el 10 de juny. L'acord preveia que Mohammed Sidi restava com emir, però era evident que no podria resistir a un atac del seu rival. El govern francès va acceptar l'acord i va reconèixer a Mohammed Sidi i Sidi Eli II com a emirs signant amb ambdós un tractat de comerç i d'amistat semblant al que havia signat amb l'emir Bakkar Ould Soueïd Ahmed dels Id Ou Aïch, i que confirmava el règim de les escales sobre el riu Senegal. Aquests tres tractats tenien com a clàusules principals el reconeixement pels emirs de la protecció de França sobre les províncies de Dinar (Dimar) i Wolof; el restabliment de les relacions comercials i el comerç de la goma a les escales de Podor, Saldé i altres, amb llibertat de comerç; l'establiment d'uns drets d'una peça de Guinea per cada 600 kilos de goma tractats a Saldé, que cobraria el govern de França i entregaria a l'emir corresponent; la neutralitat dels emirs en el comerç entre els seus súbdits i els comerciants.
Sidi Eli II en certa forma fou abandonat en part pels francesos. De moment va anunciar la seva submissió que Mohammed Sidi va acceptar i els dos es van reunir en una gran festa (novembre 1858). Uns dies després, durant un passeig, Sidi Eli II va matar d'un tret a Mohammed Sidi i immediatament es va fer reconèixer cap dels Brakna entre l'entusiasme dels seus partidaris i el silenci dels opositors; es va casar llavors amb Garmi, la vídua de Mohammed Sidi (que fou la mare de l'emir Ahmeddou II Ould Sidi Eli II, que després va resistir als francesos de 1903 a 1908).
El juny de 1859, bandes braknes van creuar el riu Senegal i van atacar alguns pobles wòlofs. França va reclamar a l'emir que no fou capaç de fer obeir als seus; Faiderbhe va enviar una columna dirigida pel comandant Faron a atacar el campament de l'emir; aquest fou capturat i forçat a restituir les persones, bèsties i mobles capturats o saquejats i a jurar que en lo successiu faria observar fidelment els tractats signats.
L'any següent Sidi Eli II va fer un viatge amb un vaixell francès, sortint de Podor el 12 de juliol de 1860; l'emir es va poder reconciliar amb els Oulad Normach i Oulad Ahmed, que se li oposaven. En canvi l'emir es va buscar l'enemistat de l'emir Sidi Mborika de Trarza (recent successor del seu pare Mohammad Al-Habib) al que va enviar un ambaixador (de nom Khaïna) que va actuar de manera grollera, i l'emir dels trarza el va fer arrestar. Khaïna va poder fugir i Mborika va decidir atacar Brakna. Quan va entrar a aquest territori els Oulad Normach i Oulad Ahmed, la lleialtat dels quals a l'emir no era sincera, es van revoltar. Eli II va haver de fugir i va demanar ajut a França que no li va enviar. Mborika tenia un motiu d'odi clar contra Eli II: Mohammed Al-Habib (pare de Mborika) havia fet matar el seu germà gran Ahmed Leïgat, i el fill d'aquest, cosí de Sidi Mborika, s'havia casat amb una tia de Sidi Eli II que havia guanyat el favor dels Chratit, dirigits per Rassoul, aliat de Sidi Eli II i enemic dels trarza; aquest cosí de Mborika planejava venjar la mort del seu pare amb el suport d'Eli II.
Mborika, una vegada va fugir Eli II, va proclamar emir a un cosí seu, Mohammed Al-Habib Ould Mokhtar Sidi, fill de l'emir Mokhtar Sidi (deportat a Gabon pels francesos el 1843). Faidherbe no va reconèixer al nou emir. Sidi Mborika va instigar llavors expedicions de saqueig dels brakna a l'altre costat del riu Senegal, i fins i tot a la rodalia de Podor. Sidi Eli II, abandonat per molts, no podia evitar-ho. El govern francès va donar l'ordre de castigar els responsables i alguns membres de la tribu Oulad Syed foren afusellats; quan els Oulad Ahmed van fer noves incursions, Sidi Eli II, els va atacar el 13 d'abril de 1863 però va tenir pèrdues molt importants; no obstant un escamot va poder matar a Biram el cap dels Oulad Ahmed, junt amb altres personatges del clan. Els Oulad Ahmed van cridar llavors en ajut als trarza. Això va portar a una certa anarquia amb els dos costat del riu assolats per bandes incontrolades; poblacions del Futa Toro com Dyouldé-diabé, Laboudou, Gamagué, Diatal, Eidi, Guédé, Foudéa, Nasli, Diambo, i alguns campaments peuls foren assolats per aventurers. Eli II havia perdut tota possibilitat de control. Fins al final del 1863 es van robar uns 2.500 bous i milers de cabres.
Sidi Mborika va escriure al governador anunciant bones intencions i aclarint que la seva intervenció a Brakna tenia per objecte restablir l'ordre substituint un cap impotent per un de fort i respectat; una vegada a Brakna es va unir amb els Oulad Ahmed. Faidherbe va escriure a l'emir de Trarza recordant que Mohammed Al-Habib no tenia suports fora dels Oulad Ahmed i que no podia ser proclamat quan no tenia ni riqueses ni poder ni tan sols vivia al país i proposava una entesa amb Sidi Eli II. Mborika va acollir aquesta proposta i quan es va saber va circular el rumor que els francesos planejaven tallar la retirada als trarzes, i en dos dies aquests van tornar al seu pais. Sidi Eli s'havia refugiat a Tébékout (Saldé), on anteriorment havia obert una escala que havia confiat a Mohammed ould Heïba, cap dels Oulad Eli i senyor del Rag, a qui va cedir un terç dels drets de duana; llavors va tornar a la riba dreta i va reagrupar als seus partidaris (Oulad Siyed, Oulad Mansour i Oulad Éli) i alguns contingents tuculors amics (que li havia cedit l' almamy del Futa Toro, aliat de França) per reprendre el combat.
A finals del 1864 els francesos, cansats d'aquestes baralles civils que amenaçaven el comerç, van imposar la reconciliació dels dos adversaris. Sota impulsió de Faidherbe es van reunir delegats dels dos emirs rivals (els delegats foren Djeddna i Rachid), Chems Mohameden Fal dels Ida Ou Al-Hadj, i Ahmed Ould Braïk de Trarza, i es va signar un tractat de pau entre les confederacions. Sidi Eli II, que tenia difícil lluitar contra el seu rival si tenia el suport de Trarza, va fer sacrificis, i es va obligar a l'emir de Trarza 250 peces de Guinea o el seu valor en bous, i cedia un quart dels drets de comerç de la goma de Podor; a canvi Mborika consentiria deixar passar a les caravanes cap a Podor i Dagana i assegurava la seguretat de les rutes i reconeixia a Sidi Eli II com a emir. Mohammed Al-Habib, abandonat, es va refugiar amb els Oulad Dâmân de Trarza (més tard va tornar a Brakna, sota l'emir Ahmeddou II, fill de Sidi Eli II, i va morir tranquil·lament vers 1900).
Els Oulad Normach van reclamar aleshores el dret d'elegir al seu campament l'emir de la confederació, dret que els Oulad Siyed volien conservar (l'exercien feia més d'un segle). Això va provocar noves lluites civils i els Oulad Ahmed es van unir als Pulad Normach. Els combats per aquest afer no foren molt importants, però van durar una dotzena d'anys. Sidi Eli II amb el suport de Mohammed Ould Heïba, cap dels Oulad Éli de Kaëdi, i dels tuculors del Futa Toro, es va acabar imposant; els Id Ou Aïch es van dividir. Els darrers combats que van decidir la victòria de Sidi Eli II foren el de Maye-Maye, el de Khaleïfi, i el de Doffa (a l'Oued) vers el 1873.
Després del 1874 la seva autoritat ja no fou contestada i es va experimentar un període de pau fins al 1880 quan va esclatar un breu conflicte amb els trarza; el 1879 el règim de les escales, confirmat el 1858, fou modificat per un tractat complementari signat el 5 de juny de 1879 entre el delegat del governador Brière de L'Isle i l'emir Sidi Eli II. Aquest tractat posava fi al règim de les escales i establia el lliure comerç de la goma i altres productes tant a terra com a les naus, tant a les escales com a altres llocs; els drets tradicionals de duana eren suprimits i substituïts per un pagament fix pagat al moment de l'acord. L'emir seria neutral absolutament en el camp comercial. Una convenció de 22 de maig de 1880 va regular el pagament fix que no havia quedat prou aclarit i es va fixar en 1600 peces de Guinea de les que 400 foren descomptades de les de Mohammed ould Heïba, cap dels Oulad Eli i de l'escala de Tébékout (Saldé). Una altra convenció de data 13 d'agost de 1886, fixava la quantitat en 2.000 peces, de les que una quarta part pel cap de l'escala de Tébékout (Saldé), Sidi Ahmed, qui durant l'interval, havia succeït al seu pare Mohammed Heïba.
Les incursions dels Oulad Dâmân el 1878-1879 van estar a punt de fer reprendre la guerra entre Trarza i Brakna. La mediació del governador, d'una part, i la intercessió del Cheikh Sidia Baba, d'altra part, van restaurar la pau i l'afer es va arranjar per una indemnització. El mateix va passar amb algunes incursions dels tuculors sobre les tribus marabútiques especialment els tagnit, aleshores dependents de Brakna. L'emir de Brakna va oferir atacar als tuculors però finalment es va fer un arranjament transaccional.
En 1881, Sidi Éli va induir al seu amic Mohammed Ould Heïba, cap dels Oulad Eli, a fer de mediador entre els francesos i Abdoul Boubakar, cap dels Bosséa, que s'havia revoltat. Ell mateix va escriure a Abdoul proposant la pau i va llençar una proclama als habitants de Bosséa en la que assenyalava que la pau amb els francesos era indispensable per la tranquil·litat i benestar del país.
El 1885, Sidi Eli es va trobar entre els trarza i els Id Ou Aïch. Per la part dels trarza i sota pressió de Saint Louis del Senegal, l'afer es va arranjar; Eli Diombot, emir de Trarza, estava exasperat contra els seus veins de Brakna que feien depredacions irregulars als seu territori (especialment els Oulad Siyet) emprant la'juda que els francesos els donaven per combatre els tuculors del Bosséa. Els francesos sospitaven que en realitat el que volia era restaurar la seva popularitat, a la baixa, permetent el pillatge com abans; també estava enotjat contra els franceses que alliberaven als captius, guardaven els seus tributaris (Taghredient) en el seu territori i autoritzaven als habitants del Cayor i del Bawol a conservar els béns dels que morien en aquestes províncies; l'emir va ordenar un pillatge al territori dels Oulad Tari, però davant les amenaces del governador, l'emir va haver d'aturar-se i transigir. En canvi amb els Id Ou Aïch l'afer fou més complicat; una banda del clan Abakak, aliada als Oulad Normach, va envair l'est de Brakna sota la direcció de Brahim, conegut pel seu malnom de Nabra, fill natural de l'emir Bakkar Ould Soueïd Ahmed. Els campaments braknes foren abandonats i Mokhtar Ould Sidi Eli II va organitzar la resistència demanant ajut als Chratit, enemics dels Abakak; Mokhtar es va posar al front de les forces disposades a la resistència formades per grups Oulad Siyet i Oulad Ahmed, però fou derrotat i va haver de fugir morint durant la persecució que en va fer Nabra.
Al saber la mort del seu fill, Sidi Eli II va enviar al seu segon fill Ahmeddou contra els invasors; els dos grups van lliurar batalla amb resultat incert i les dues parts es van retirar sense un guanyador. Nabra finalment va tornar amb els seus i Sidi Eli II va iniciar llavors l'ofensiva i va sorprendre als partidaris de Nabra al Fori, i va saquejar el seu campament. L'afet es va acabar aquí.
El 1891 van sorgir dificultats serioses entre el govern francès del Senegal i l'emir de Trarza, Amar Saloum. Contra aquest els francesos van aixecar un altre príncep, Ahmed Saloum II Ould Ali Diembot al que Sidi Eli va donar ple suport. Aquest ajut fou decisiu per la victòria del pretendent. Les forces de Brakna enviades en ajut del pretendent estaven manades per Ahmeddou, el fill de Sidi Eli II. Una vegada en el poder els dos emirs van tenir molt bona relació i una filla de Sidi Eli II, Fatma, es va casar amb Ahmed Saloum II; però la primera esposa d'aquest, Myriam Ould Brahim, gelosa, es va retirar al campament dels Oulad Ahmed ben Dâmân, i aquesta fracció no va tardar a passar-se al bandol de Sidi Ould Mohammed Fal, rival de l'émir.
Sidi Eli II no va arribar a veure les dificultats del seu gendre, perquè va morir el 1893 a la vora del riu Senegal, a Lehroud, enfront de Mafou. Fou succeït sense oposició pel seu fill Ahmeddou II Ould Sidi Eli II.